# 中国人民解放军陆军第一四八师
陆军第一四八师（英語：148th Army Division），是中国人民解放军陆军曾经的一个师。

## 历史
民国26年（1937年）7月7日，卢沟桥事变爆发，滇军第十路軍在全面抗戰時改組為國民革命軍第30軍團，以龍雲為首的滇系軍閥當時所配備的部隊有6個旅、12個團，龍雲接受國民政府節制，將滇軍旅改編為師，此6個旅集中到昆明，改組成立國民革命軍第六十軍指揮。国民革命军陆军第一八二师就此成立，该师随即编入国民革命军第六十军序列。该部跟随六十军参加了台儿庄会战和南昌会战，随即返回云南戍守直至抗战结束。
1948年长春围困战期间，第一八二师官兵因不满中央军与吉林省主席梁华盛的排挤，在师长白肇学的带领下跟随六十军军长卢汉起义，集体倒戈加入中国人民解放军。他们于1949年1月正式被改编为中国人民解放军第五十军第一四八师，白肇学仍担任师长。1950年11月入朝作战，在汉江南岸防御战中表现优异，沉重打击和消耗了敌有生力量，保证了志愿军主力休整、集结和粮弹补充，为准备实施战役反击争取了时间，1951年3月回国整补，同年7月，第二次开赴朝鲜，担负西海岸防御、抢修机场等任务，参加过登陆大和岛战斗。
1960年1月改称陆军第一四八师，1967年5月从东北移防四川。1979年2月参加对越自卫还击作战，歼敌779人，战后中央军委授予442团5连副连长夏柱玉 “战斗英雄”、442团5连“坚守英雄连”称号。
1985年9月该部在百万大裁军中被撤销，师部改为陆军第十三集团军炮兵旅旅部，443团划归38师，442、444团和炮兵团撤消。

## 沿革
参考资料：
| 部隊番號                 | 使用時期                      |
| 国军时期                 | 国军时期                      |
| ------------------------ | ----------------------------- |
| 国民革命军第一八二师     | 1940年上半年-1947年12月25日   |
| 中华民国陆军第一八二师   | 1947年12月25日-1948年10月17日 |
| 解放军时期               |                               |
| 中国人民解放军第一四八师 | 1948年10月17日-1960年1月      |
| 陆军第一四八师           | 1960年1月-1985年10月          |

## 荣誉单位
- 能攻善守第四连：前步兵第四四三团四连
- 修理山连：前步兵第四四四团四连